# Trudpert Schneider
Trudpert Schneider (auch: Trutpert Schneider; * 26. März 1804 in Kuckucksbad (Bollschweil), nahe Freiburg im Breisgau; † 27. Dezember 1899 in Ehrenkirchen-Ehrenstetten) war ein deutscher Kunstschreiner und Fotograf. Er gründete die ambulante „artistisch-photographische Anstalt T. Schneider & Söhne“.

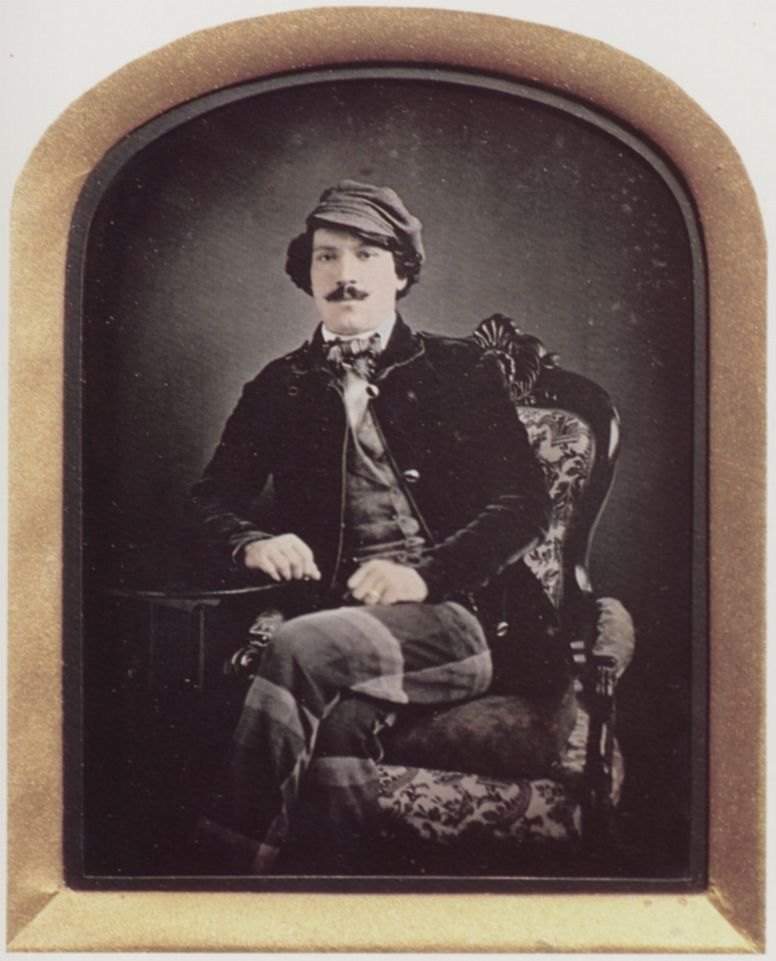
Trutpert Schneider. Handkoloriertes Portraitfoto, aufgenommen von Wilhelm Schneider

## Lebensweg
Trutpert Schneider wurde am 26. März 1804 in Kuckucksbad (Bollschweil) im Breisgau geboren. Sein Vater Mattäus Schneider war Schreiner. Trutpert, der als lerneifrig und sprachbegabt galt, ging mehrmals wöchentlich zu Fuß nach Freiburg, um dort die Fremdsprachen Französisch, Englisch und Italienisch zu erlernen. Im elterlichen Betrieb erhielt er eine Lehre zum Schreiner.
1831 heiratet er Regina Locherer aus Ehrenstetten. Das Ehepaar waren die Eltern von Karl (22. Dezember 1833–?), Heinrich (9. Oktober 1835 – 13. Mai 1900) und Wilhelm Schneider (10. Oktober 1839 – 21. Januar 1921). Im Haus seiner Schwiegereltern Locherer in Ehrenstetten eröffnete Trutpert Schneider seinen eigenen Schreinerbetrieb, spezialisiert auf feine Holzarbeiten wie Schmuckkästchen, Nähkästchen und Schatullen.
Als im Jahr 1847 der französische Fotograf Joseph Broglie (1810–?) aus Huningue im Elsass auf seinen Geschäftsreisen nach Freiburg kam, fragte er dort nach einem Kunstschreiner, der seine unterwegs verloren gegangenen Daguerreotypie-Kassetten mit der notwendigen Genauigkeit nachfertigen könne. Man empfahl ihm den Schreiner Trudpert Schneider in Ehrenstetten. Zum Dank für Schneiders gute Arbeit fertigte Broglie eine Daguerreotypie der Familie Schneider an. So kam Schneider zufällig in Kontakt mit der damals noch relativ neuen Fotografie, die ihn gleich faszinierte. Er erlernte die Daguerreotypie-Technik von Broglie, bestellte sich eine Kamera in Paris und fertigte selbst das erforderliche Zubehör an.
Wie sein Lehrer Joseph Broglie eröffnete auch Trutpert Schneider zunächst kein ortsfestes Fotostudio, sondern übte sein neues Gewerbe im Umherziehen aus. Viele seiner Fotos waren Stereogramme.
Schneider fotografiert zunächst für den Adel im Breisgau, für den er möglicherweise zuvor schon als Kunstschreiner tätig gewesen war. Im Revolutionsjahr 1848 ging Schneider auf Wanderschaft, zunächst, mit seinem Sohn Heinrich, nach Lenzkirch, dann nach Donaueschingen, wo er am Hof des Fürsten zu Fürstenberg, Karl Egon III. zu Fürstenberg, fotografierte. Darauf folgten weitere kleinere Reisen in Süddeutschland.
Trutpert Schneider war 1852 und 1853 in der nahen Schweiz unterwegs.
1852 ging Trutpert Schneider mit seinem Sohn Heinrich zu Fuß über den Gotthardpass nach Oberitalien, das damals österreichisch war, und fotografierte dort österreichisch-ungarische Offiziere und Angehörige des italienischen Adels in Como, Brescia, Verona, Vicenza, Venedig, Mantua und Bologna. In der Lombardei lernten die Schneiders Prinz Karl von Baden kennen; eine Bekanntschaft, die ein wichtiger Wegbereiter zu ihren späteren Kunden in den russischen Adelshäusern wurde.
Von zahlreichen umherziehenden Daguerreotypisten ist überliefert, dass sie nebenbei auch anderen Tätigkeiten nachgingen. Trutpert Schneider und seine Söhne konnten sich schon bald vorwiegend der Fotografie widmen; erhielt Trutpert Schneider jedoch einmal nicht genug fotografische Aufträge, so erteilte er zwischendurch auf Italienisch Unterricht im Schön- und Schnellschreiben.
Im Jahr 1854 arbeitete er in Wien und Umgebung, 1855 machte er Aufnahmen im Markgräflerland und in der weiteren Umgebung. 1856 und 1857 arbeiteten Trutpert Schneider und sein Sohn Heinrich in Karlsruhe, Mannheim und Frankfurt am Main. Ab Mai 1858 beteiligte sich auch Trutpert Schneiders zweiter Sohn Wilhelm an den fotografischen Arbeiten der „artistisch-photographischen Anstalt T. Schneider & Söhne“, und zwar in Köln, Bonn und Umgebung.

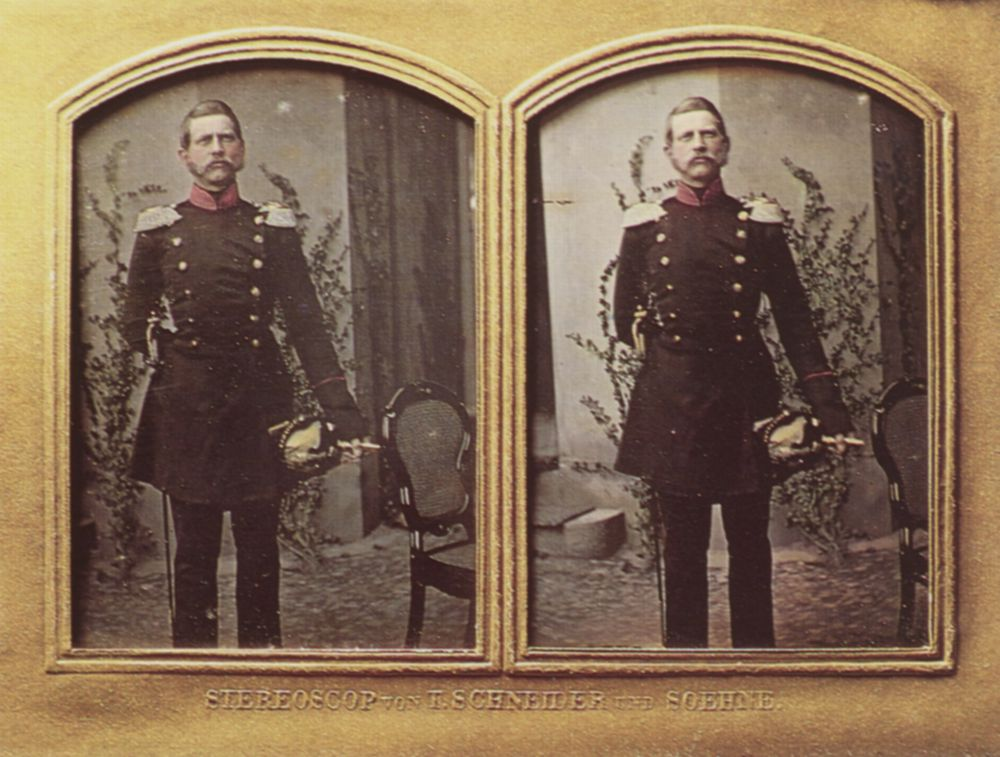
Friedrich Wilhelm Prinz von Preußen, Stereoscop von T. Schneider und Soehne

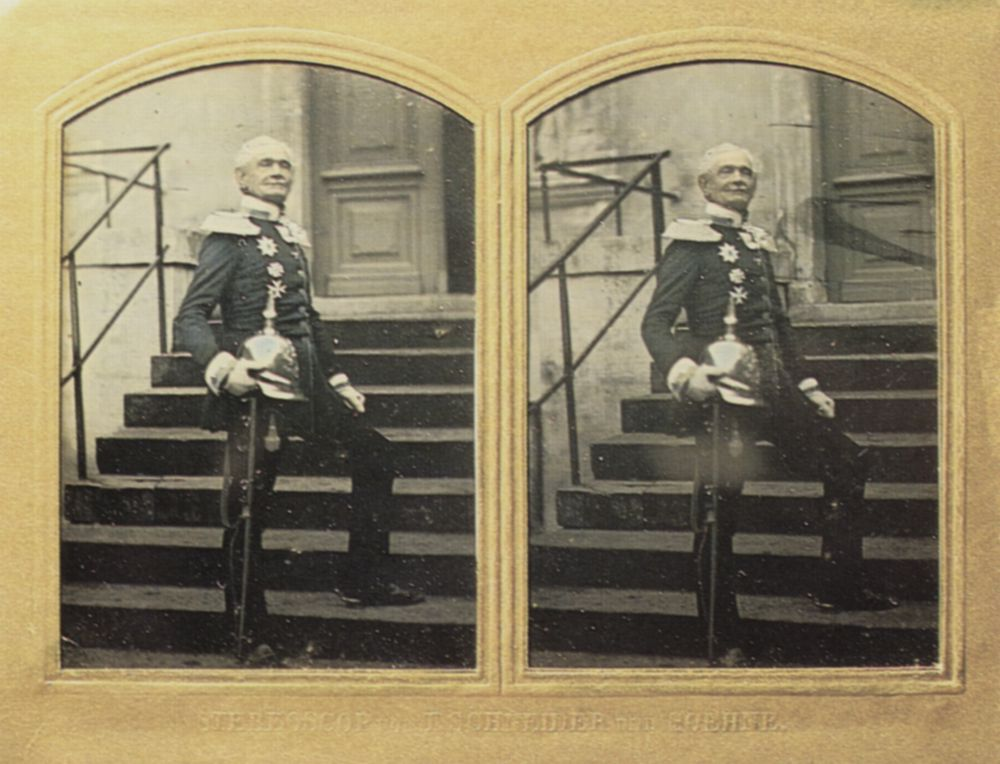
Generalfeldmarschall Friedrich Graf von Wrangel, Stereoscop von T. Schneider und Soehne

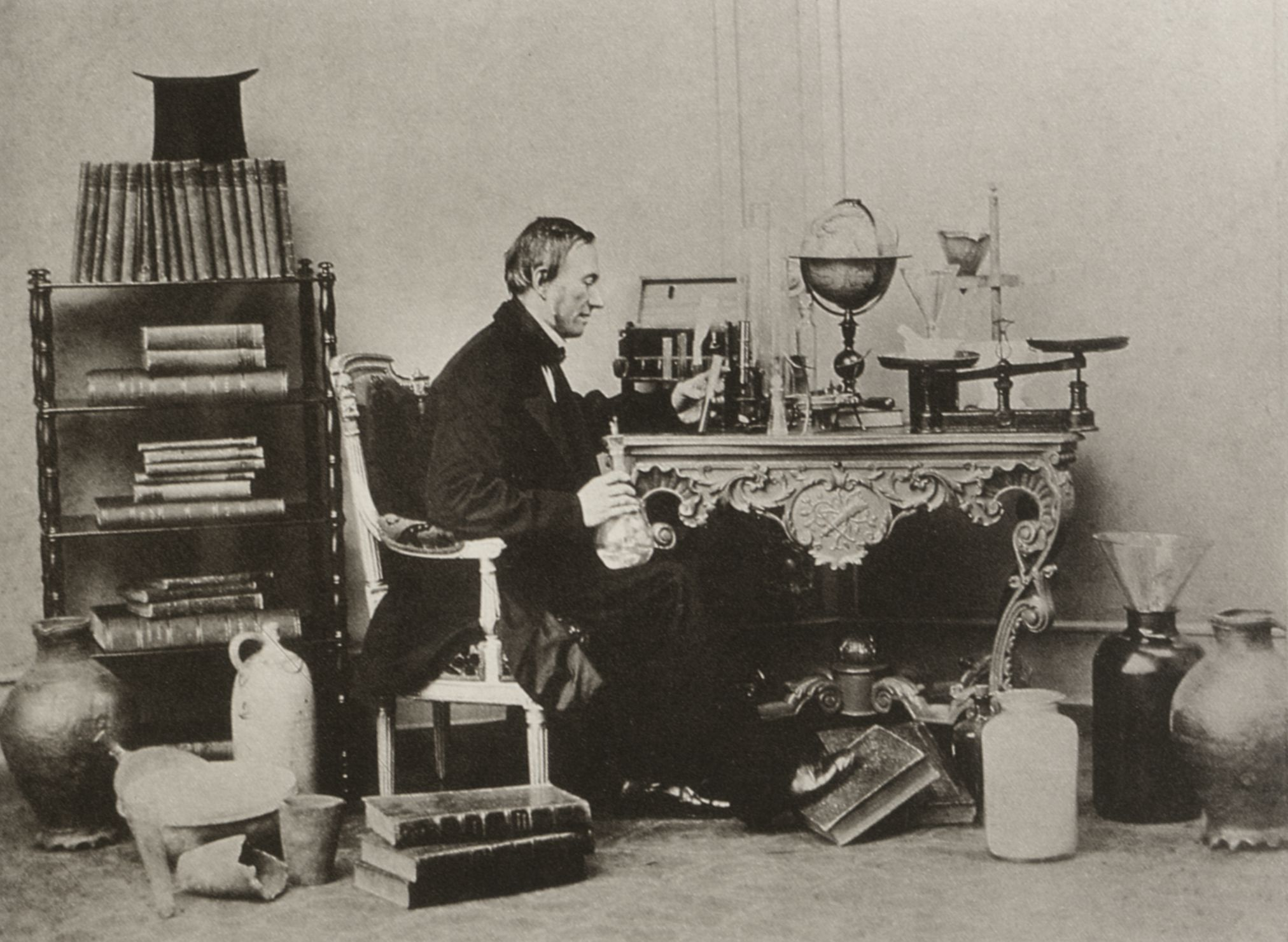
Der Chemiker Justus von Liebig in seinem Arbeitszimmer in Gießen, Aufnahme von Wilhelm Schneider

Häufig fanden die Schneiders ihre Kunden in den bessergestellten Kreisen. Über Empfehlungen erhielten sie beispielsweise 1859 in Berlin Zugang zu dem damals 28-jährigen Kronprinz Friedrich, worauf zahllose Aufträge von Adligen, Offizieren und vermögenden Bürgerfamilien folgten. „T. Schneider und Söhne“ porträtierten einige Prominente ihrer Zeit, darunter:
- den deutschen Kaiser Wilhelm I.,[9]

- den deutschen Kronprinzen Friedrich Wilhelm von Preußen (späterer Kaiser Friedrich III., 1831–1888),[10]

- den österreichischen Kaiser Franz Josef,[4]

- den deutschen Generalfeldmarschall Friedrich Heinrich Ernst Graf von Wrangel,[11]

- den Chemiker Justus von Liebig,[4]

- den Dichter Eduard Mörike,[4]

- den Kölner Erzbischof Kardinal Johannes von Geissel,[4]

- die deutsch-russische Gräfin Eleonore Maximiliane Ottilie Henckel von Donnersmarck,[12]

- die britische Lady Georgiana Bloomfield, Baroness Bloomfield und ihren Ehemann, John Bloomfield, 2nd Baron Bloomfield,[13]

- dänische Offiziere wie Peter Wilhelm Tegner[14] und Thomas Georg Schøller.[15]

Großherzog Friedrich von Baden zeichnete die Schneiders aus und ernannte sie zu seinen Hoffotografen. Es gab allerdings nicht nur einen Hoffotografen; so war z. B. auch der Fotograf Georg Maria Eckert (1828–1901) badischer Hoflieferant. Die Gebrüder Schneider bezeichneten sich außer als großherzoglich-badensche auch als königlich-preußische Hoffotografen.
Ab 1858 blieb Trutpert Schneider in Ehrenstetten und fertigte dort unter anderem Etuis mit integriertem Betrachtungsgerät (Stereoskop) und für die Stereo-Daguerreotypien seines Unternehmens an. Schneider beherrschte auch die Kolorierung der Daguerreotypien mit Staubfarben und Goldbronze.
Seine Söhne Heinrich und Wilhelm setzten die Tätigkeit als reisende Fotografen fort und verkauften unterwegs, neben den von ihnen aufgenommenen Stereo-Daguerreotypien, auch das von ihrem Vater angefertigte Zubehör, insbesondere Stereoskope sowie Daguerreotypie-Etuis und -Einfassungen. Manche ihrer handkolorierten Stereodaguerreotypie boten die Schneiders in lederbezogener Kassette hinter Glas mit integriertem Stereobetrachter an. Solche Stereoskope eigneten sich also nicht zum Betrachten von Bilderserien, sondern nur zum Betrachten der Aufnahme, mit der sie verbunden waren.
Im Jahr 1859 übten Wilhelm und Heinrich in Berlin ihre Tätigkeit als Daguerreotypisten mit großem Erfolg aus und erlangten dadurch einige Bekanntheit. Sie kehrten mehrmals nach Berlin zurück und dokumentierten nicht nur reiche und berühmte Menschen, sondern auch Architektur und Interieurs in ihren schönen Stereo-Aufnahmen. Nach ihrem Erfolg in Berlin mangelte es den Brüdern Schneider nicht mehr an Aufträgen, und sie verdienten stattliche Beträge.
Heinrich und Wilhelm Schneider arbeiteten in Hamburg, Berlin, Potsdam, in Schlesien (v. a. Breslau), Russland (St. Petersburg und Moskau), Ostpreußen (v. a. Königsberg) und in Mecklenburg (z. B. in Neustrelitz).
Ende Mai 1861 begannen Heinrich und Wilhelm Schneider ihre erste Tour durch Russland in St. Petersburg, reisten weiter nach Moskau, kehrten nach einem Monat nach St. Petersburg zurück, verbrachten dort ein Jahr, arbeiteten im Sommer 1862 wieder in Moskau und fotografierten auf ihrem Rückweg nach Berlin auch im ostpreußischen Königsberg. Heinrich und Wilhelm Schneider gehörten damit zu den ersten in Russland tätigen Daguerreotypisten überhaupt.
Mitte der 1860er Jahre – Heinrich war 30 und Wilhelm erst 26 Jahre alt – beendeten die Brüder Schneider ihre Fernreisen und errichteten im Jahr 1867 ein Wohnhaus mit ortsfestem Fotoatelier in Krozingen in unmittelbarer Nähe des Bahnhofs.
Als Trutpert Schneider im Dezember 1899 im Alter von 95 Jahren starb, führten seine Söhne Heinrich und Wilhelm Schneider das Fotounternehmen unter dem Namen „Gebrüder Schneider“ fort. Heinrich Schneider starb allerdings bereits im Mai 1900, nur knapp ein halbes Jahr nach seinem Vater Trutpert. Die Firma erlosch mit dem Tod Wilhelm Schneiders im Jahr 1921.
Trutpert Schneider und seine Söhne, die ihr Fotografengewerbe zur Blütezeit der Daguerreotypie aufgenommen hatten, hielten an diesem Verfahren fest, mit dem sie so erfolgreich waren; sie fertigten nur gelegentlich Ambrotypien an und erlernten erst recht spät das Nass- und Trockenplattenverfahren. Ihre Zurückhaltung gegenüber Innovationen scheint ihrem Geschäft nicht geschadet, die Nachfrage nach ihren Fotografien nicht gebremst zu haben.
Die (Stereo-)Daguerreotypien von Trudpert Schneider und seinen Söhnen Heinrich und Wilhelm werden in mehreren verschiedenen Museen in aller Welt aufbewahrt.